# Hodyszewo (gromada)
Hodyszewo – dawna gromada, czyli najmniejsza jednostka podziału terytorialnego Polskiej Rzeczypospolitej Ludowej w latach 1954–1972.
Gromady, z gromadzkimi radami narodowymi (GRN) jako organami władzy najniższego stopnia na wsi, funkcjonowały od reformy reorganizującej administrację wiejską przeprowadzonej jesienią 1954 do momentu ich zniesienia z dniem 1 stycznia 1973, tym samym wypierając organizację gminną w latach 1954–1972.
Gromadę Hodyszewo z siedzibą GRN w Hodyszewie utworzono – jako jedną z 8759 gromad – w powiecie bielskim w woj. białostockim, na mocy uchwały nr 12/V WRN w Białymstoku z dnia 4 października 1954. W skład jednostki weszły obszary dotychczasowych gromad Ściony, Ferma (Mikołajewo), Kiewłaki, Glinnik i Markowo ze zniesionej gminy Domanowo w tymże powiecie, obszary dotychczasowych gromad Sieśki i Wodźki ze zniesionej gminy Topczewo w tymże powiecie oraz obszary dotychczasowych gromad Hodyszewo, Jośki, Lendowo Budy i Markowo Wólka ze zniesionej gminy Piekuty w powiecie wysokomazowieckim. Dla gromady ustalono 19 członków gromadzkiej rady narodowej.
1 stycznia 1959 z gromady Hodyszewo wyłączono wieś Markowo-Wólka, włączając ją do gromady Piekuty Nowe w powiecie wysokomazowieckim.
31 grudnia 1959 do gromady Hodyszewo przyłączono wieś Zanie ze znoszonej gromady Świrydy.
1 stycznia 1969 gromadę Hodyszewo zniesiono, włączając jej obszar do gromad: Topczewo (wsie Wodźki, Sieśki, Ściony i Kiewłaki), Domanowo (wsie Glinnik, Markowe, Zanie i Ferma) i Piekuty Nowe w powiecie wysokomazowieckim (wsie Hodyszewo, Jośki i Lendowo-Budy).